# Войтюк, Евгений Сергеевич
Евгений Сергеевич Войтюк (род. 29 сентября 1991, Санкт-Петербург, Россия) — российский профессиональный баскетболист, играющий на позиции лёгкого форварда. Выступает за баскетбольный клуб «Тамбов».

## Карьера
Воспитанник санкт-петербургского «Спартака», с 2012 года привлекался к играм основного состава.
В январе 2013 года перешёл на правах аренды в череповецкую «Северсталь», где стал полноценным лидером и главным бомбардиром команды, набирая в среднем 13,1 очков за игру.
Летом 2013 года вернулся в «Спартак», подписав 1-летний контракт.
В 2014 года стал игроком клуба «Химки-Подмосковье», приняв участие в 21 игре и набирая 7,8 очков, 2,9 подбора в среднем за матч.
В июле 2015 года Войтюк подписал контракт с «Красным Октябрём». В составе волгоградского клуба Евгений набирал 4,3 очка, 1,2 подбора и 0,5 передачи.
В июле 2016 года Войтюк вернулся в Санкт-Петербург, став игроком «Зенита». На счету Евгения 10 матчей в Единой лиге ВТБ, где он в среднем набирал 0,4 очка, 0,1 передачи и 0,4 подбора.
В августе 2017 Войтюк года стал игроком «Рязани». В составе команды провёл 20 матчей, набирая в среднем 15,8 очков, делая 5,4 подбора, 1,5 передачи и 1,8 перехвата.
В январе 2018 года перешёл в «Темп-СУМЗ-УГМК». 
В июле 2019 года Войтюк пополнил состав «Самары», с которой стал обладателем Кубка России.
Сезон 2020/2021 Войтюк начинал в «Самаре», но в декабре 2020 года перешёл в «Купол-Родники».

## Достижения
- Бронзовый призёр Суперлиги-1 дивизион (2): 2017/2018, 2018/2019
- Обладатель Кубка России: 2019/2020